# Гэлао (народ)
Гэлао (самоназвание: кэлао, клау, илао; кит. упр. 仡佬族, пиньинь Gēlǎozú; вьет. Cơ Lao) — народ в Восточной и Юго-Восточной Азии. Живут преимущественно в КНР, главным образом по всему северу и центру провинции Гуйчжоу (в том числе Даочжэнь-гэлао-мяоский и Учуань-гэлао-мяоский автономные уезды городского округа Цзуньи), часть — в Лунлиньском многонациональном автономном уезде на западе Гуанси-Чжуанского автономного района и в Вэньшань-мяо-чжуанском автономном округе на юго-востоке Юньнани, а также во Вьетнаме (провинция Хазянг). Входят в число 56 официально признанных народов Китая и 54 официально признанных народов Вьетнама. Численность в КНР — 579 357 человек (перепись 2000 г.), во Вьетнаме — 1865 (перепись 1999 г.).

## Язык
Язык гэлао, относящийся к кадайской группе тай-кадайской языковой семьи, распадается на несколько диалектов, взаимопонимание между которыми затруднено. Язык гэлао не имеет алфавита. Вместо этого используется китайское письмо. Число говорящих — около 3000, преимущественно люди старшего поколения. Как основной язык общения используют путунхуа, играющий, в том числе, роль лингва-франка между группами гэлао, говорящими на разных диалектах. В меньшей степени распространено владение вьетнамским и мяо.
Соседние народы (и, буи, мяо) считают гэлао древнейшим населением зоны их расселения. Документально известны с X века (сунский период). Сохраняют древние анимистические верования. Основное занятие — земледелие; развиты ремёсла (кузнечное дело, вышивание и др.).